# Murali Bhanjyang
Murali Bhanjyang (nep. मुरलीभञ्ज्याङ) – gaun wikas samiti w środkowej części Nepalu w strefie Bagmati w dystrykcie Dhading. Według nepalskiego spisu powszechnego z 2001 roku liczył on 1358 gospodarstw domowych i 7463 mieszkańców (3815 kobiet i 3648 mężczyzn).